# Comptus
Comptus — рід веретільницеподібних ящірок родини Diploglossidae. Представники цього роду мешкають на Карибах. Раніше їх відносили до роду Celestus, однак за результатами філогенетичного дослідження 2021 року, яке показало, що цей рід є парафілітичним, вони були переведений до новоствореного роду Comptus. 

## Види
Рід Comptus нараховує 3 види:
- Comptus badius (Cope, 1868)
- Comptus maculatus (Garman, 1888)
- Comptus stenurus (Cope, 1862)